# إجليل
إجليل (أو جليل) هي قرية فلسطينية مهجرة، قامت على ساحل البحر الأبيض المتوسط، على بعد 10 كم شمال يافا. تهجّر سكان القرية أثناء حرب 1948. تتقاسم أرض القرية اليوم كل من المدن هرتسليا ورمات هشارون، وجليل يام.

## القرية قبل عام 1948
أقيمت القرية في فترة الحكم العثماني حول قبر الشيخ صالح عبد الجليل، الذي سميت على اسمه. أما الاسم جليل يام فقد ذكر في الكتب السامرية ، ويعتقد أنه تم حفظه في اسم القرية. كان سكان القرية مسلمين، واعتاشوا على الزراعة وصيد السمك. في فترة الانتداب البريطاني تم تقسيم القرية إلى قسمين - إجليل الشمالية وإجليل القبلية (الجنوبية)، التي شكّلت القسم الأكبر.
في العشرينات من القرن ال20 تم شراء قسم من أراضي القرية من قبل المهاجرين اليهود، وبعد ذلك بنيت عليها (بالإضافة إلى أراض اشتريت من قرى مجاورة، مثل الحرم) المدن هرتسليا ورامات هاشارون (وقتها، كانت حارة باسم «عير هشالوم») وجليل يام. في عام 1945، بلغ عدد سكان القرية ما يقارب ال870 نسمة.
كانت القرية تقع على قمة تل، مشرفة على ساحل البحر الأبيض المتوسط من جهة الغرب، وعلى امتداد شاسع من السهل الساحلي من جهة الشرق. وكانت إجليل القبلية (الجنوبية) تقع على بعد 100 متر إلى الجنوب الغربي من شقيقتها قرية إجليل الشمالية. وقد سميت بهذا الاسم تيمنا بالشيخ صالح عبد الجليل، الذي كان ضريحه \ مقامه قائماً في الموقع ويعود تاريخ ضريحه إلى نهاية القرن التاسع عشر على الأقل .وكان سكانها جميعهم من المسلمين في ذلك الوقت، وكانت منازلهم مبنية بالطوب أو بالاسمنت ومتجمعة على نحو غير وثيق في ثلاث حارات تفصل بينها أراض خالية ما لبثت أن امتلأت، بالتدريج بالبناء الحديث. كان تلامذة القرية يؤمون مدرسة إجليل الشمالية وكان عدد تلامذة القريتين نحو 64 تلميذاً في سنة 1945. ولقد أتاحت طبيعة المنطقة ذات التربة الرملية، لسكان إجليل القبلية أن يزرعوا الفاكهة، ولا سيما الحمضيات. في 1944\1945، كان ما مجموعه 923 دونماً مخصصاً للحمضيات الموز، و 7087 دونماً للحبوب، و 85 دونماً مروياً أو مستخدماً للبساتين. وقد اهتم سكان القرية بصيد السمك، إضافة إلى الزراعة. وعلى بعد اهتم سكان القرية بصيد السمك إضافة إلى الزراعة. وعلى بعد نحو كيلومتر إلى الشمال الغربي من القرية يقع تل مكميش الذي نقب في الفترة بين سنتي 1977 - 1980. وقد كشفت التنقيبات أن الثامن للميلاد، يتخلل ذلك أربع فجوات زمنية تدل على هجر القرية لفترات متقطعة.

## احتلال القرية وتطهيرها عرقيا
ورد في (تاريخ الهاغاناه) أن اجتماعاً عقد في بتاح تكفا، في أواخر سنة 1947 أو أوائل سنة 1948، بين ممثلين عن الهاغاناه وبين مخاتير بعض القرى المجاورة عبر فيه المخاتير عن (رغبتهم في السلام). وذكر أن مختار إجليل القبلية كان بين المجتمعين، لكن يبدو أن الاجتماع لم يغن شيئاً في ضمان أمن القرية. ويقول المؤرخ الإسرائيلي بين موريس إن سكان القرية نزحوا عنها في 3 نيسان\ أبريل 1948، خوفاً من هجوم يهودي. ويزعم (تاريخ الهاغاناه) أنهم غادروها من جراء ضغط بعض رجال الميليشيا العرب. وفي ذلك الوقت، كانت كل المنطقة الواقعة بين تل أبيب وهيرتسليا قد أخليت تماماً من سكانها العرب.
بعد مرور فترة غير قصيرة من الحرب، أصبحت إجليل القبلية معسكر للسجناء العرب الذين أسرتهم الهاغاناه. وقد نقل مراسل (نيويورك تايمز) في 11 تشرين الأول\ أكتوبر، (أن نحو نصف ال 5000 أسير عربي، الذين أسرهم الجيش الإسرائيلي منذ أيار\ مايو، محتجز في مخيم نصب بسرعة على رمال وعشة في واد صغيرة مجاور لهذه القرية التي كانت ذات يوم عربية) وكان المخيم يبعد قليلاً عن طريق تل أبيب- حيفا، على بعد بضع مئات من الأمتار من البحر، وكان يشتمل على أكثر من 200 خيمة كبيرة. وقد ذكر المراسل أنه (حتى سلطات المخيم ليست متأكدة من عدد (السجناء) الذين كانوا من أفراد الجيوش العربية فعلاً). وكان في جملتهم نحو 250 فلسطينياً ألقي القبض عليهم بعد الاستيلاء على قراهم.

## القرية اليوم
يستخدم الموقع مكباً للنفايات، ومن العسير تمييز القرية الأصلية. وثمة على رقعة صغيرة من التل لم تغلب النفايات عليها بعد، بقايا منازل حجرية قرب صهريج لتخزين البنزين، هذا فضلاً عن أجمة من النباتات البرية والصبار. وعلى بعد نحو 100 متر شرقي الصهريج يقوم منزل مهجور بالقرب من بقايا بناء مهدم تهديماً كاملاً.